# Gueorgui Kréyer
Georgij Karlovič Kreyer (14 de noviembrejul./ 26 de noviembre de 1887greg. - 11 de enero de 1942 ) fue un botánico, micólogo, y liquenólogo bielorruso.
Entre 1908 a 1910 realizó recolecciones de líquenes en la provincia de Mogilev, entre Orsha y Senno (Syanno), en la vecindad de las ciudades de Smol'yany, Bobromynichi, y Selets.

## Algunas publicaciones
- Mycota. Ed. Kreyer, 1913, reimpreso 1915. 180 pp. (incluye descripciones morfológicas de 190 especies, y muchas de ellas se acompañada de detalles, describiendo variabilidad intraespecífica y discusiones de diferencias entre taxones morfológicamente vinculados.

## Honores

### Eponimia
- (Valerianaceae) Valeriana kreyeriana Sumnev.[1]
- La abreviatura «Kreyer» se emplea para indicar a Gueorgui Kréyer como autoridad en la descripción y clasificación científica de los vegetales.[2]